# لیوبیشا بروچیچ
لیوبیشا بروچیچ (سیریلیک صربی: Љубиша Броћић، ۳ اکتبر ۱۹۱۱ – ۱۶ اوت ۱۹۹۵)، مربی فوتبال اهل صربستان بود.

## زندگی‌نامه
در طول دوران حرفه‌ای خود، او سرمربی برخی از تیم‌های برتر اروپایی بود: پی‌اس‌وی آیندهوون، یوونتوس، بارسلونا و ستاره سرخ بلگراد. او همچنین تیم‌های النصر عربستان، او اِف کِی بلگراد، راسینگ بیروت، و همچنین تیم‌های ملی آلبانی، لبنان، کویت و بحرین. بروچیچ با آلبانی قهرمان جام بالکان در سال ۱۹۴۶ شد.